# 게이츠헤드
게이츠헤드(Gateshead)는 잉글랜드 타인 위어 주의 마을이며, 인구는 120,046명이다.
타인강을 사이에 두고 뉴캐슬어폰타인과 마주보고 있다. 강을 가로지르는 혁신적인 디자인의 밀레니엄 브리지, 2000년대 초 개관한 발틱 현대미술관, 지역을 상징하는 조각 작품인 북방의 천사가 유명하다.

## 지명의 유래
게이츠헤드는 라틴어로 쓰여진 베다 베네라빌리스의 책 《잉글랜드인들의 교회사(Historia ecclesiastica gentis Anglorum)》에 처음 언급된 것으로 추정된다. 책에서 등장한 ad caput caprae라는 글귀는 영어로 "at the goat's head", 즉 "염소 머리에서"로 번역된다. 이와 관련하여 후대에 반복해서 등장하는 Gatesheued라는 영어 지명이 라틴어의 그것과 동일하며, 지명이라는 맥락을 고려해 해석했을 때 염소가 많은 지역 혹은 곶을 의미한다고 몇몇 학자들은 주장한다. 다른 추측이 여럿 있지만 대부분 허황된 이야기에 가깝기에 앞에서 언급된 해석이 정설로 받아들여진다.

## 스포츠
내셔널리그 노스에 소속된 프로 축구 구단 게이츠헤드 FC가 이 곳을 연고로 한다.

## 관광
데일리 텔레그래프의 보도에 따르면 2007년 이전에 한 여성이 게이츠헤드 방문을 영국 입국의 이유로 들었다가 입국을 거절당했다. 영국 비자 심사관은 그 이유가 "믿을 수 없는" 것이라는 입장을 내놨고 가디언의 스티브 보건(Steve Boggan)은 사건 당시 관련 당국의 무지에 대한 불신을 드러냈다. 그의 불만은 뉴캐슬-게이츠헤드 관광 담당자들의 깊은 공감을 불러일으켰다.

## 기후
| Gateshead, UK의 기후     | Gateshead, UK의 기후 | Gateshead, UK의 기후 | Gateshead, UK의 기후 | Gateshead, UK의 기후 | Gateshead, UK의 기후 | Gateshead, UK의 기후 | Gateshead, UK의 기후 | Gateshead, UK의 기후 | Gateshead, UK의 기후 | Gateshead, UK의 기후 | Gateshead, UK의 기후 | Gateshead, UK의 기후 | Gateshead, UK의 기후 |
| 월                       | 1월                  | 2월                  | 3월                  | 4월                  | 5월                  | 6월                  | 7월                  | 8월                  | 9월                  | 10월                 | 11월                 | 12월                 | 연간                 |
| ------------------------ | -------------------- | -------------------- | -------------------- | -------------------- | -------------------- | -------------------- | -------------------- | -------------------- | -------------------- | -------------------- | -------------------- | -------------------- | -------------------- |
| 일평균 최고 기온 °C (°F) | 7 (45)               | 8 (46)               | 10 (50)              | 11 (52)              | 14 (57)              | 17 (63)              | 19 (66)              | 20 (68)              | 17 (63)              | 13 (55)              | 10 (50)              | 7 (45)               | 13 (55)              |
| 일평균 최저 기온 °C (°F) | 3 (37)               | 3 (37)               | 4 (39)               | 5 (41)               | 8 (46)               | 10 (50)              | 13 (55)              | 13 (55)              | 10 (50)              | 7 (45)               | 5 (41)               | 3 (37)               | 7 (45)               |
| 평균 강수량 mm (인치)    | 43 (1.7)             | 41 (1.6)             | 38 (1.5)             | 66 (2.6)             | 48 (1.9)             | 61 (2.4)             | 48 (1.9)             | 61 (2.4)             | 51 (2)               | 61 (2.4)             | 66 (2.6)             | 56 (2.2)             | 640 (25.3)           |
| 출처: Weatherbase        |                      |                      |                      |                      |                      |                      |                      |                      |                      |                      |                      |                      |                      |

## 같이 보기
- 게이츠헤드 도시 자치구
- 키사이드
- 게이츠헤드 FC